# Soltam 120 mm M65
Il sistema di artiglieria Soltam M-65, è un mortaio pesante di costruzione israeliana, capace di sparare proiettili di mortaio di calibro 120 mm (granate, fumogeni, HE, e probabilmente anche armi chimiche), a distanze che vanno dai 200 ai 9.500 metri.
In Israele esistono modelli di veicolo trasporto truppe M113 modificati per ospitare all'interno un mortaio Soltam M-65, anche se questo mortaio di peso contenuto (nonostante l'elevato calibro) può essere trasportato in volo all'interno di elicotteri come il Huey, il Chinook ed altri più recenti; oppure essere trainato a terra da vari tipi di jeep e Humvee.
Attualmente è impiegato dalle forze di armate israeliane, da quelle dell'esercito iraniano e da quelle di Singapore, Sudafrica e Stati Uniti d'America.